# 第一コンサルタンツ
株式会社第一コンサルタンツ（だいいちコンサルタンツ）は、高知県高知市に本社を置く建設コンサルタントである。高知県を中心に活動を行っている。
『擁壁の設計法と計算例』『続・擁壁の設計法と計算例』（以上、理工図書）などの著書や愛媛大学特定教授・岐阜大学・高知大学客員教授で知られる博士（工学）の右城猛(うしろ たけし) が代表取締役をつとめる。

## 沿革
- 1963年11月 - 第一測量有限会社設立（本店 高知市中島町76番地）
- 1964年4月 - 測量業登録
- 1967年12月 - 建設コンサルタント登録
- 1969年7月 - 高知市大川筋二丁目に本社を移転
- 1971年4月 - 株式会社第一測量設計コンサルタントに組織変更並びに商号変更
- 1976年3月 - 中村市（現四万十市）に幡多支店開設
- 1979年4月 - 高須新町三丁目に本社を新築移転
- 1980年11月 - 一級建築士事務所登録
- 1984年12月 - 補償コンサルタント登録
- 1986年5月 - 株式会社第一コンサルタンツに商号変更
- 1991年8月 - 本社南館を増築
- 1994年4月 - 松山市に松山事務所開設
- 2000年12月 - ISO9001取得
- 2001年8月 - 地質調査業登録
- 2015年9月 - 現所在地に本社を新築移転
- 2016年3月 - 安芸市に安芸営業所開設
- 2017年4月 - 松山事務所移転
- 2000年3月 - 徳島市南常三島に徳島事務所を開設
- 2022年10月 - 東京都港区新橋に東京事務所を開設